# Gaëtan Blum
Gaëtan Blum (1876-1945) est un astronome français, connu principalement pour ses travaux sur les éclipses de Soleil et de Lune, et sur les occultations d’étoiles. Employé des observatoires de Meudon, Lyon et Paris, il est secrétaire-adjoint de la Société astronomique de France de 1909 à 1945.

## Biographie
Gaëtan Gustave Blum naît le 18 décembre 1876, au 31, rue de l'abbé Groult, à Paris 15e. Il est le jeune frère de Gaëtan Blum, décédé l'année précédente à l'âge de trois ans.
Son père, Gustave Bonaventure Blum, originaire de Bertrix dans le Grand-Duché de Luxembourg, actuelle Belgique, est un peintre décorateur. Il a trente-six ans à la naissance de son fils.
Sa mère, Marie Antoinette Théodorine Bouas, née à Paris, fille de l'homme de lettres Jean-Marie Théodore Bouas, est alors âgée de trente-et-un ans.
La famille déménage ensuite pour s'installer un peu plus loin dans la même rue, au numéro 39. Gaëtan Blum n'a que six ans lorsque son père décède à cette adresse en 1883.
En 1886, Gaëtan a tout juste dix ans quand surgissent dans sa famille de graves problèmes financiers. Le commerce de vins-traiteur de Marie Antoinette Théodorine périclite entraînant sa faillite.
Elève brillant, Gaëtan s'intéresse très jeune à l'astronomie. Dès ses quinze ans, en 1891, il suit assidûment les conférences de Léon Jaubert à l'Institut populaire du Progrès, situé dans les jardins du Trocadéro. Il y fait la rencontre de jeunes passionnés qui deviendront quelques uns des plus éminents scientifiques du 20e siècle : Émile Touchet, Antonin Benoît, Henri Beuchat, Fernand Baldet, etc.
Gaëtan Blum et ses amis fondent, sous l'égide de Léon Jaubert, un groupe d’études dénommé l'École Populaire des Sciences. Dès 1891, Gaëtan y expose les enseignements qu'il a acquis en observant le Ciel et en suivant les cours du vulgarisateur Joseph Vinot.
Son intérêt et son ingéniosité dans d'autres domaines scientifiques l'amènent à concevoir et construire un appareil capable de reproduire des sons enregistrés, à l'instar des premiers phonographes.
À 17 ans, après avoir suivi une conférence de Camille Flammarion sur le Soleil, il est admis le 2 mai 1894 à la Société Astronomique de France créée par Camille Flammarion, et en devient le 687e membre. Gaëtan Blum réside alors avec sa mère au 40, rue Frémicourt, à Paris 15e. Très rapidement, il fait la connaissance de l'astronome Ferdinand Quénisset et de tous les jeunes collaborateurs de l’équipe, en intégrant le groupe des Gnomes, nom qu’ils s’étaient donnés entre eux.
Gaëtan Blum expose ses premiers travaux à la séance du 9 janvier 1895. Le Bulletin de la Société Astronomique de France relate : « M. Gaëtan Blum, à Paris, a observé, le 22 décembre dernier, l'ombre portée sur une feuille de papier blanc par un objet exposé à la lumière de Jupiter. La silhouette se dessinait très nettement ; la distance de l'objet opaque à l'écran ne produisait aucune modification dans la grandeur, la netteté ou l'intensité de l'ombre ».
A l’été 1895, à la demande de sa mère Marie Antoinette Bouas, sa déclaration « en vue d'acquérir la qualité de Français » est acceptée : « Le sieur Blum (Gaëtan-Gustave), demeurant à Paris, rue Frémicourt, n°40, né le 18 décembre 1876 audit Paris, d'un père né à Bertix (Grand Duché de Luxembourg) et d'une mère née en France. Déclaration souscrite le 6 juillet 1895, par la mère veuve, devant le juge de paix du 15ème arrondissement de Paris, en vue de renoncer, au profit du susnommé, à la faculté de répudiation prévue par l'article 8.S.3 du Code civil ».
Muni de ce précieux sésame, Gaëtan Blum intègre en 1896, en tant qu’élève, l’École d’Instituteurs de la Seine. Il réside avec sa mère à l'École normale d'Auteuil, à Paris 16e. Il poursuit cependant ses observations, notamment celles sur l'éclipse partielle de Lune du 28 février 1896 et sur la planète Vénus. Enthousiaste, il adresse ses publications à la Société Astronomique de France.
En 1897, il est dispensé du service militaire à double titre : fils unique de veuve, et membre de l'Instruction publique. Il incorpore néanmoins le 24e régiment d'infanterie le 13 novembre 1897 jusqu'au 19 septembre 1898, où il est « renvoyé en congé ».
Gaëtan Blum guide les premiers pas des futurs astronomes au sein de la Société Astronomique de France.
Il se lie d’amitié avec Georges Fournier, élève instituteur comme lui, et futur astronome.
À partir de 1900, Gaëtan Blum fait paraître des publications mensuelles dans le Bulletin de la société.
En 1902, il est le premier titulaire du « Cours d'Astronomie élémentaire » qui vient d'être inauguré à l'Observatoire de la rue Serpente. Ce cours assure ainsi la « base de l'enseignement de l'Astronomie » au sein de cet établissement.
Cette même année, il participe au Panthéon à la reconstitution de l’expérience du pendule de Foucault, qui met « en évidence le mouvement de rotation de la Terre ». Cette fameuse expérience, reprise sur l'initiative de Camille Flammarion, est alors réalisée sous la direction du professeur Alphonse Berget.
Parallèlement à ses observations astronomiques au sein de la Société Astronomique de France, il poursuit une carrière d'instituteur. En 1903, par arrêté préfectoral, il est nommé instituteur titulaire de 5ème classe. Il exerce alors à Aubervilliers, rue Paul Bert.
En 1904, Gaëtan Blum inaugure des séries de conférences sur l'astronomie, « les Causeries d'Astronomie populaire du dimanche », qui se tiennent le premier dimanche de chaque mois et remportent un vif succès.
En 1905, il travaille à plusieurs reprises à l'Observatoire de Meudon, où il prépare notamment l'expédition destinée à observer l'éclipse totale du Soleil du 30 août en Espagne, à Burgos. Il se joint à cet effet à Henri Deslandres en tant qu'assistant.
Gaëtan Blum participe également à des groupes d'études scientifiques, et, à ce titre, anime des conférences, comme celle intitulée « Notions sur la structure de l'Univers » en juillet 1907. Il a l’honneur, cette année-là, de devenir lauréat du Prix des Dames.
Une nouvelle promotion « ayant effet à dater du 1er janvier 1909 » nomme à l'ancienneté : « Blum Gaëtan, instituteur adjoint de 4ème classe dans ce même établissement ». Gaëtan Blum partage alors son temps entre l’école d’Aubervilliers et la Société Astronomique de France, où il est nommé cette même année secrétaire-adjoint, au côté d'Émile Touchet.
En décembre 1911, il est nommé assistant délégué à l'Observatoire de Lyon, et s'installe à Saint-Genis-Laval (Rhône), siège de l'Observatoire de Lyon.
Le 25 février 1913, Gaëtan Blum, « instituteur », résidant Petite impasse Marion à Saint-Genis-Laval, épouse à Irigny, Louise Élodie Vallier. Il a pour témoin son ami Jean Mascart, directeur de l'Observatoire de Lyon, titulaire de la chaire d'astronomie de la faculté des sciences.
Quelques mois plus tard, le 1er juin 1913, Blum quitte l’Observatoire de Lyon, et devient employé scientifique à l'Observatoire de Paris, en remplacement de M. Simon, démissionnaire.
Le 9 janvier 1914 naît, au 40, rue Frémicourt à Paris, son fils Gaëtan Jean Gustave, qui deviendra astronome à son tour. Gaëtan Blum a alors 37 ans et est « employé à l'Observatoire » de Paris.
Mobilisé quelques mois plus tard, il participe à la « campagne contre l'Allemagne du 4 août 1914 au 25 décembre 1914, et du 24 avril 1915 au 29 août 1918 ».
Réformé à plusieurs reprises pour des problèmes cardiaques et renvoyé dans ses foyers en août 1918, il est finalement placé en sursis d'appel, au titre d'employé scientifique à l'Observatoire de Paris jusqu'au 31 mars 1919. Il se retire alors au 40, rue Frémicourt, à Paris.
Au sortir de la Grande Guerre, « M. Gaëtan Blum, Membre de la Société depuis 1894, se fait inscrire comme Membre perpétuel ».
Le 23 mai 1921 naît, à Paris, au 40 rue Frémicourt, son deuxième fils Georges Jean Baptiste.
Gaëtan Blum a alors 44 ans et est toujours « employé à l'Observatoire » de Paris.
L’année suivante, il est nommé Officier d'Académie.
Entre autres études, Gaëtan Blum s'intéresse tout particulièrement aux phénomènes des éclipses. Son article de L'Astronomie de janvier 1926 (pages 366 à 369), intitulé « Les éclipses de Lune par la pénombre et leurs relations avec les éclipses de Soleil et de Lune » fait référence. Il enchaînera les observations et conférences sur le sujet.
Cinq ans plus tard, en 1931, il étudie le phénomène de l'éclipse de Lune à l'Observatoire de Paris. Son autre article de L'Astronomie du mois d'août 1933 (pages 366 à 369), suivi de celui de septembre de cette même année (pages 396 à 405) intitulé « Les occultations des Pléiades et leur périodicité », permet « d'expliciter pour la première fois la règle régissant les séries d'occultation des étoiles zodiacales ».
En 1936, Gaëtan Blum poursuit inlassablement ses observations dont la presse se fait l'écho. L'article de janvier 1936 intitulé « La Lune s'était hier doublement éclipsée » relate que « les nuages ont empêché les astronomes d'observer ce phénomène ».
En 1944, alors que la seconde guerre mondiale bat son plein, Blum rédige de nombreux articles malgré une santé déclinante. Il décrit l'appulse de Jupiter par la Lune du 30 avril 1944, s'intéresse au Ciel d'avril à fin juillet 1944, puis d'avril à fin octobre 1945.
Il réside alors dans un appartement au 30, rue du Parc-de-Montsouris, Paris 14e, situé à quelques mètres seulement du pôle scientifique du Parc Montsouris, comprenant notamment le Bureau des Longitudes.
Il décède le 18 décembre 1945 à son domicile, le jour de son soixante-neuvième anniversaire.
Le 22 décembre, à l'issue de la cérémonie religieuse en l'église Saint-Dominique, le président de la Société Astronomique de France, M. Bernard Lyot prononce une émouvante allocution en son honneur.
De même, son ami de toujours, Georges Fournier, évoque la relation personnelle qui les unissait.
Gaëtan Blum est inhumé au cimetière de Bagneux.